# Palais Porcia

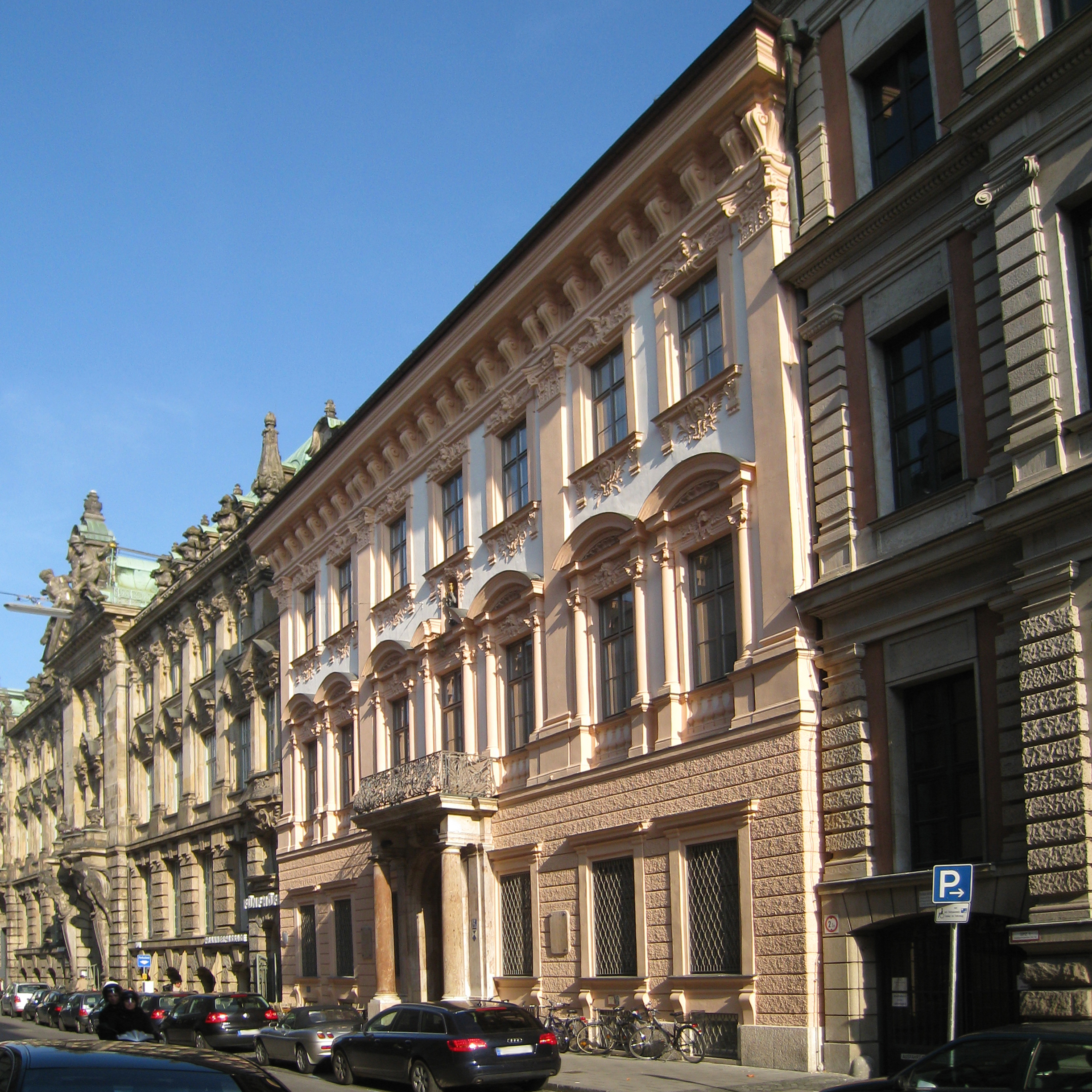
Fachada do Palais Porcia após reformas em 2008.

O Palais Porcia é um palácio barroco da Alemanha, situado em Munique, o qual serviu de residência ao Conde Fugger. É o mais antigo palácio em estilo barroco ainda existente na capital da Baviera.

## História e Arquitectura

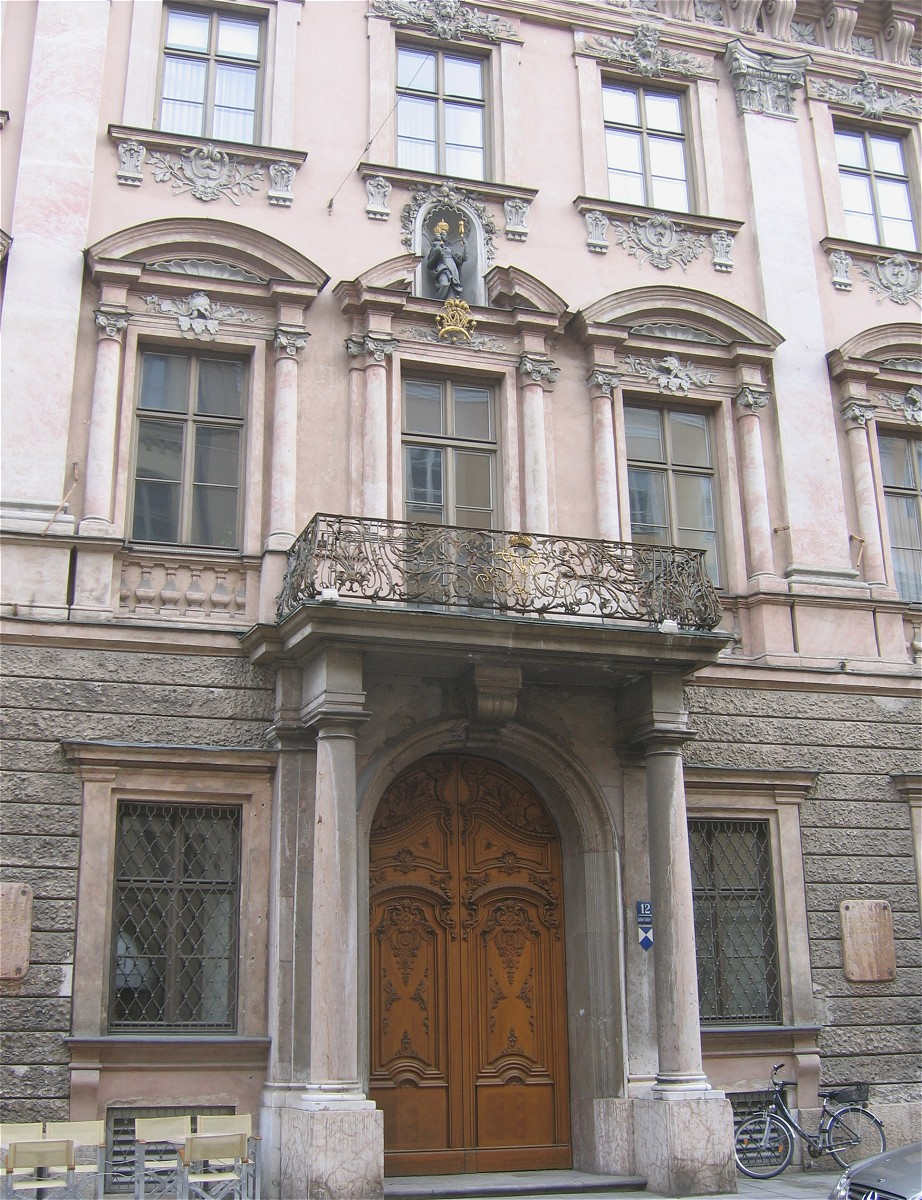
Pórtico do Palais Porcia.

O palácio foi o primeiro exemplo de arquitectura barroca em estilo italiano na cidade. Foi construído por conta da família Fugger, segundo um projecto de Enrico Zuccalli, em 1693-1694. 
Posteriormente, o palácio foi adquirido pelo Conde Törring, em 1710, e pelo Príncipe-eleitor Carlos Alberto, em 1731. Em 1736, o seu arquitecto, François de Cuvilliés, com algumas intervenções de Johann Baptist Zimmermann, restaurou o interior em estilo rococó para a amante de Carlos Alberto, a Condessa Topor-Morawitzka. O nome do palácio foi alterado para Palais Porcia em homenagem ao marido da condessa, o Prince Porcia (Príncipe Porcia).
Em 1819, o palácio foi adquirido pela "Sociedade do Museu Literário", sendo a ala posterior aumentada no ano seguinte com a construção dum salão de baile e duma sala de concertos, esta última projectada por Leo von Klenze. Em 1934 o edifício foi adquirido por um banco. Depois dos danos causados pela Segunda Guerra Mundial, o palácio recebeu obras de restauro entre 1950 e 1952.
A fachada exterior do piso térreo está decorado com colmeado, com a entrada caracterizada por uma colunata. Pilastras com a altura dos dois andares superiores dividem a fachada em três secções. A varanda sobre o pórtico apresenta um gradeamento ornamental no lugar da balaustrada original.